# Nuussuaq
Nuussuaq (äldre stavning: Nûgssuaq, danska: Kraulshavn), är en by i området Norra Grönland på Grönland tillhörande staden Upernavik. Byn hade 205 invånare 2014, vilket innebär en försiktig befolkningsökning de senaste tjugo åren.

Nuussuaqs läge i Upernavik skärgård.